# 三教九流
三教九流（亦作九流三教）泛指古代中國的宗教與各種學術流派，是古代中國對人的地位和職業名稱劃分的等級。在古代白話小說中，往往含有貶義。

## 概述「三教」
三教，指中國三大傳統宗教：道、释、儒。

## 九流十家
在《漢書·藝文志》分別指：道家、儒家、墨家、名家、法家、陰陽家、縱橫家、雜家、農家。九流十家，是九流以外加上小說家。

## 社會九流
社會地位上的九流可細分爲上九流、中九流和下九流，但卻有不一的說法。（此九流為社會地位，與九流十家的學說無直接關係）

### 上九流
帝王、聖賢、隐士、童仙、文人、武士、農、工、商。

### 中九流
舉子(科舉中省試被取錄者)、醫生、相命、丹青(畫匠、買畫人)、書生、琴棋、僧、道、尼。

### 下九流
師爺、衙差、升秤(秤手)、媒婆、走卒、時妖(拐騙及巫婆)、盜、竊、娼。
別註1：蒋月泉在评弹《大生堂》里提到末九流（其余未提及）：一流举子二流医，三星四卜五堪舆，唯有相家称第六，七书八画九琴棋。
別註2：原暨南大学历史系副教授、广州市地方志研究所所长饶展雄提及，在廣州坊間流傳的下九流為：优（戏子）、娼、皂（差役）、卒、批（修脚甲）、捶（捶骨）、奴（包括门房）、疍、剃（理发）。
別註3：过去社会还有其他说法和三姑六婆、五花八门和十等。